# Das Boot
Das Boot (dansk: Ubåden) er en tysk film fra 1981 instrueret af Wolfgang Petersen og er baseret på den verdensberømte roman af samme navn af Lothar-Günther Buchheim og handler om livet om bord på den tyske ubåd U-96 under 2. verdenskrig. Filmen var starten på Wolfgang Petersens internationale karriere.
Filmen fik god kritik og blev nomineret til seks Oscars i 1982. I 1997 kom Das Boot: The Director's Cut som fik plads til flere af de scener, som viste udviklingen af de forskellige rollekarakterer. I 2003 blev en hel miniserie vist på amerikansk fjernsyn, denne version blev lanceret som DVD i juni 2004 – Das Boot – The original uncut version.
Das Boot kostede 25 millioner D-Mark, da den var færdig i 1981, hvilket gjorde den til den dyreste tyskproducerede film nogensinde. Der blev lagt stor vægt på at give en korrekt og realistisk skildring af livet i en ubåd. Wolfgang Petersen brugte bl.a. kaptajnen på den egentlige U-96 som konsulent, og skuespillerne blev holdt indendørs i de 63 dage indspilningerne varede, så de ikke blev udsat for sollys. Perspektivet i filmen er hovedsagelig det, som mandskabet ser, og togtet bliver en rejse ind i en klaustrofobisk galskab. Das Boot bliver af mange set som den bedste ubådsfilm som er lavet og en af de bedste krigsfilm i det hele taget.

## Handling
Efter at have forladt den franske by La Rochelle stævner U-96 ud for at patruljere i Atlanten. Deres opgave er at angribe konvojer af handelsskibe og sænke dem. I lang tid møder de ingen skibe, og længslen efter kamp går mandskabet på. Efter måneders sejlads møder de endelig en konvoj af handelsskibe, sætter jagten ind og får ram på flere af dem, men får også vækket de eskorterende destroyere, som tager kampen op og jagter U-96. De undslipper, men med skader og mangel på brændstof og vender næsen hjemad mod La Rochelle. Dette afbrydes imidlertid af ordrer, som sender dem først til Vigo i Spanien for proviantering og optankning, og endelig den farefulde og næsten umulige opgave at skulle snige sig igennem Gibraltarstrædet ind i Middelhavet til La Spezia i Italien. Forsøget går grueligt galt, og de havner på bunden af havet med alvorlige skader – så dybt, at båden ikke burde kunne modstå trykket. Besætningen kæmper hårdt for at redde U-96 og livet. Det lykkes til sidst maskinfolkene at gøre båden funktionsdygtig igen, og de vender tilbage til La Rochelle som helte, men idet de lægger til kaj, angribes havnen af allierede fly. U-96 sænkes, og store dele af mandskabet bliver dræbt.